# Варьякоис, Йонас
Йонас Варьякоис (лит. Jonas Variakojis; 5 мая 1892, близ д. Ринкушкяй, Ковенская губерния, Российская империя — 31 октября 1963, Сент-Чарльз, Иллинойс, США) — литовский военный и государственный деятель, один из создателей литовской армии, подполковник. Почётный гражданин города Паневежис (2018)

## Биография
Окончил в 1913 году гимназию в Пернове. Затем изучал право в Императорском Санкт-Петербургском университете.
Участник Первой мировой войны. Поступил и окончил Владимирское военное училище, в 1917 году был мобилизован в Русскую императорскую армию и отправлен на австрийский фронт.
Участник Войны за независимость Литвы. После Октябрьской революции в России приехал с фронта в Воронеж, где активно участвовал в политической деятельности Литовского офицерского союза, стремившегося восстановить литовскую государственность. В декабре 1918 года вернулся в Литву и присоединился к недавно организованной литовской армии, которая готовилась защищать Литву от Красной Армии во время литовско-советской войны. Й. Варьякоису было поручено организовать Отряд обороны Паневежского края (Panevėžio srities apsaugos būrys), который впоследствии стал 4-м литовским пехотным полком. 7 февраля 1919 года он возглавил первые бои литовцев против РККА под Кейданы. Наступление советских войск было остановлено, что не позволило им захватить временную столицу Литвы — Ковно. Й. Варьякоис со своим отрядом продолжал сражаться с Советами, позже также против Польши во время польско-литовской войны (1919—1920).
В 1923 году окончил Высшие курсы великого князя литовского Витовта.
После окончания военных действий подполковник Й. Варьякоис был назначен начальником штаба 3-й пехотной дивизии, затем 3-го военного округа. В 1926 году ушёл в отставку.
С 1928 по 1930 год занимал посты министра связи и министра обороны Литвы.
В 1944 году уехал в Германию. В 1949 году — эмигрировал в США, где и умер.
За выдающиеся заслуги во время литовских войн за независимость был награждён несколькими боевыми орденами.
Написал книгу воспоминаний «4-й пехотный полк короля Литовского Миндаугаса» (издана в 1965 г. в США).

## Награды
- Орден Великого князя Литовского Гядиминаса 3-й степени (1928)
- Орден Креста Витиса 1 и 2-й степени (1919)
- Военный орден Лачплесиса 3-й степени (1925)
- Орден Витаутаса Великого 2-й степени (1930)
- Медаль Добровольцев-создателей Войска Литовского (1929)
- Медаль Независимости Литвы (1928)
- Медаль 10-летия Освободительной войны Латвии
- Почётный гражданин города Паневежис (2018).